# 1010
Năm 1010 là năm thường bắt đầu vào Chủ Nhật (theo lịch Julius) 

## Sự kiện
- 10 tháng 10: Nhà Lý dời đô về Thăng Long.

#### Văn học
- Murasaki viết tiểu thuyết Nhật Bản Truyện kể Genji (thời gian ước lượng).

## Sinh
- 30 tháng 5, Tống Nhân Tông của Trung Quốc (mất 1063)
- 2 tháng 6 Benno, Giám mục của Meissen (mất 1106)
- Bermudo III của León (mất 1037)
- Ali Ahmad Nasawi, (mất 1075)
- Michael IV của Paphlagonian, hoàng đế Byzantine (mất 1041)
- Đức Tổng Giám mục Gebhard của Salzburg[1] (mất 1088)
- Otto của Savoy (mất 1060)
- Adalbero của Würzburg, Đức Giám mục của Würzburg và Bá tước của Lambach-Wels (mất 1090)